# Morrinhos (Ceará)
Morrinhos is een gemeente in de Braziliaanse deelstaat Ceará. De gemeente telt 22.695 inwoners (schatting 2009).
De gemeente grenst aan Marco, Santana do Acaraú, Itapipoca, Itarema, Amontada, Acaraú en Senador Sá.